# 파주군·고양군
파주군·고양군은 대한민국의 옛 국회의원 선거구이다. 당시 경기도 파주군과 고양군 지역을 관할했다.

## 역사
제11대 국회의원 선거를 앞두고 파주군과 고양군이 선거구를 구성하게 되면서 신설되었다.
제13대 국회의원 선거를 앞두고 파주군 선거구와 고양군 선거구로 분할되면서 폐지되었다.

## 역대 국회의원
| 선거   | 정당 | 정당       | 1위 의원 | 정당 | 정당       | 2위 의원 |
| ------ | ---- | ---------- | -------- | ---- | ---------- | -------- |
| 1981년 |      | 민주정의당 | 이용호   |      | 민주한국당 | 이영준   |
| 1985년 |      | 민주정의당 | 이용호   |      | 민주한국당 | 이영준   |

## 역대 선거 결과

### 대한민국 제11대 국회의원 선거
|  | 40.89% |

|  | 25.32% |

|  | 14.25% |

|  | 10.25% |

|  | 6.12% |

|  | 3.13% |

### 대한민국 제12대 국회의원 선거
|  | 36.43% |

|  | 24.93% |

|  | 22.90% |

|  | 15.72% |